# 고바야시 유키 (1992년)
고바야시 유키(일본어: 小林 祐希, 1992년 4월 24일 ~ )는 일본의 축구 선수이다. K리그 등록명은 '코바야시'다.

## 구단 경력
그는 2010년부터 2024년까지 J리그의 도쿄 베르디, 주빌로 이와타, 비셀 고베, 홋카이도 콘사돌레 삿포로에서 활동하였다.

## 국가대표팀 경력
그는 2016년 6월 7일 보스니아 헤르체고비나과의 경기에서 일본 국가대표팀에 데뷔했다. 그는 2019년까지 국제 A매치 통산 8경기에 출전, 1득점을 넣었다.

## 통계
| 일본 | 일본 | 일본 |
| 연도 | 출전 | 득점 |
| ---- | ---- | ---- |
| 2016 | 2    | 1    |
| 2017 | 2    | 0    |
| 2018 | 0    | 0    |
| 2019 | 4    | 0    |
| 통산 | 8    | 1    |